# Alexis Marcelo
Alexis Marcelo (* um 1985) ist ein US-amerikanischer Jazz- und Improvisationsmusiker (Piano, Synthesizer).
Alexis Marcelo arbeitete ab den späten 2000er-Jahren in der amerikanischen Jazzszene; erste Aufnahmen entstanden mit Mike Pride’s From Bacteria to Boys, an dessen Alben Betweenwhile (2010) und Birthing  Days (2013) er beteiligt war. Außerdem spielte er mit dem Schlagzeuger Will Glass in dem Duo Lexiglass, mit dem um 2015 zwei Produktionen entstanden, sowie in Adam Rudolphs Band Moving Pictures (Album Glare of the Tiger, 2017). Im Bereich des Jazz war er zwischen 1967 und 2016 an  Aufnahmesessions beteiligt. In den frühen 2020er-Jahren leitete er ein eigenes Trio mit Devin Waldman (Altsaxophon) und Malik Washington (Schlagzeug); ferner spielte er im Trio mit Sean Sonderegger (Tenorsaxophon) Shawn Lovato und Joe Hertenstein sowie im Duo mit  James Brandon Lewis.